# عبدالله السدیری
عبدالله السدیری (عربی: عبدالله محمد السديري؛ زادهٔ ۲ فوریهٔ ۱۹۹۲) یک بازیکن فوتبال اهل عربستان سعودی است.
از باشگاه‌هایی که در آن بازی کرده‌است می‌توان به الهلال عربستان، و الهلال عربستان اشاره کرد.

## تیم ملی
وی همچنین در تیم‌های ملی فوتبال زیر ۲۰ سال عربستان سعودی و عربستان سعودی بازی کرده‌است.